# Julius Pée
Julius Pée (Gent, 19 april 1871 - Lokeren, 12 maart 1951) was een Belgisch multatuliaan en letterkundige.

## Levensloop
Zoon van een onderwijzer, liep hij school (1877-1883) in de Gentse gemeenteschool waar zijn vader werkzaam was. Hij volbracht zijn middelbare studies aan het Gentse atheneum (1884-1889). Vervolgens studeerde hij aan de Vlaamse Hogere Normaalschool en aan de universiteit Gent waar hij in 1894 promoveerde tot doctor in de Germaanse talen met een proefschrift gewijd aan Multatuli. Ondertussen ging hij ook, met tussenpozen, van 1893 tot 1895 studeren aan de universiteiten van Bad Godesberg en Bonn, waar hij tevens les gaf.
Terug in België begon hij aan een lange carrière als atheneumleraar aan
- het atheneum van Brussel (1896-1897),
- het atheneum van Hasselt (1897-1898),
- het atheneum van Brugge (1898-1919),
- het atheneum van Gent (1919-1925),
- het atheneum van Diest (1925-1929) als directeur-prefect.

Tijdens en na zijn studies sloot Pée zich aan bij het studentengenootschap 't Zal wel gaan, het Willemsfonds en Het Volksbelang. Hij publiceerde artikels onder de schuilnaam Pettel. Op het einde van de eeuw maakte hij deel uit van het vriendengroepje dat zich de 'Knopsen' noemde. Van daaruit was hij een van de oprichters van het Hooger Onderwijs voor het Volk. Hij liet zich kennen als een sociaalvoelend vrijzinnig liberaal.
Hij negeerde nochtans de grote maatschappelijke problemen en legde zich toe op de Multatulistudie. Hij publiceerde enkele boeken en talrijke artikels over zijn geliefde schrijver.
Na zijn leraarscarrière ging hij wonen in Staakte, een gehucht van Lokeren, waar hij verbleef tot aan zijn dood. Hij was de vader van de hoogleraar en dialectoloog Willem Pée.

## Publicatie
- Multatuli en de zijnen, 1937.